# Голод, Евгений Соломонович
Евгений Соломонович Голод (21 октября 1935, Москва — 5 июля 2018) — советский и российский математик, доктор физико-математических наук (1999). Специалист по алгебре и алгебраической геометрии, ученик И. Р. Шафаревича. Работал на кафедре высшей алгебры механико-математического факультета Московского государственного университета с 1961 года, с 2000 года — в должности профессора. Заслуженный профессор Московского университета (2011).

## Биография
Родился в Москве 21 октября 1935 года. В 1953 г. окончил с золотой медалью школу в городе Иваново и поступил на механико-математический факультет МГУ. Учась на первом курсе, начал посещать семинар И. Р. Шафаревича и вскоре стал его учеником.
После окончания университета поступил в аспирантуру того же факультета, после окончания которой защитил кандидатскую диссертацию под названием «О гомологиях конечных p-групп и локальных колец». После этого несколько лет преподавал в текстильном институте, с 1961 года по приглашению А. Г. Куроша начал работать на кафедре алгебры механико-математического факультета МГУ. В 1999 г. защитил докторскую диссертацию под названием «Комплекс Шафаревича и его приложения», с 2000 года до конца жизни работал на кафедре в должности профессора.
Премия Московского математического общества (1964).  Среди учеников Е. С. Голода три доктора наук.

## Математическая деятельность
Научная деятельность Е. С. Голода связана с исследованиями в области коммутативной и гомологической алгебры. Основные результаты: применение операций Масси для вычисления гомологий локальных колец, построение ненильпотентной нильалгебры, гомологическая характеризация некоммутативных полных пересечений.
Е. С. Голод читал в Московском государственном университете лекции по высшей алгебре, а также спецкурсы по различным направлениям алгебры. Подготовил 15 кандидатов наук и 3 докторов наук. Руководитель и соруководитель нескольких семинаров.
Е. С. Голод был членом редколлегий журналов «Фундаментальная и прикладная математика», «Современная математика. Фундаментальные направления» и реферативного журнала «Математика» ВИНИТИ, научной серии «Итоги науки и техники. Современная математика и её приложения. Тематические обзоры Архивная копия от 4 мая 2013 на Wayback Machine», выпускаемой ВИНИТИ РАН.
Соавтор сборников задач по высшей алгебре, перевод на русский язык знаменитой статьи А. Бореля и Ж.-П. Серра «Теорема Римана–Роха».